# Puysserampion
Puysserampion ist eine französische Gemeinde mit 256 Einwohnern (Stand 1. Januar 2022) im Département Lot-et-Garonne in der Region Nouvelle-Aquitaine (vor 2016: Aquitanien). Die Gemeinde gehört zum Arrondissement Marmande und zum Kanton Le Val du Dropt.
Der Name der Gemeinde wird in alten Dokumenten mit dem lateinischen Namen Podio-arrempio bezeichnet. Der erste Teil hat die Bedeutung „Berg“. Der zweite Teil hat sein Synonym im lokalen Patois mit d’abruptum (deutsch schroff). Zusammen bedeutet dies also „schroffer Berg“.
Die Einwohner werden Puysserampionais und Puysserampionaises genannt.

## Geographie
Puysserampion liegt circa 16 Kilometer nordöstlich von Marmande in der historischen Provinz Agenais am nördlichen Rand des Départements.
Umgeben wird Puysserampion von den fünf Nachbargemeinden:
| Allemans-du-Dropt | Roumagne                                    |                     |
| Cambes            | Kompassrose, die auf Nachbargemeinden zeigt | Miramont-de-Guyenne |
|                   | Peyrière                                    |                     |

Puysserampion liegt im Einzugsgebiet des Flusses Garonne.
Nebenflüsse der Dourdenne durchqueren das Gebiet der Gemeinde,
- der Ruisseau du Mont Saint-Jean mit seinem Nebenfluss,
  - dem Ruisseau de Lapeyrière, und
- der Ruisseau de Laprade, auch Ruisseau de Junchère genannt.

Außerdem entspringt der Ruisseau de Pontillou, ein Nebenfluss des Ruisseau du Jonquet, in Puysserampion.

## Geschichte
Das Gebiet der Gemeinde wurde während der Urgeschichte, dann im Laufe der Antike von Kelten und während der Epoche der Gallorömischen Kultur besiedelt.
Im 13. Jahrhundert befand sich eine Burg oder ein Festes Haus auf einer Anhöhe, die das umliegende Gebiet überragt. Über mehrere Jahrhunderte weg gehörte sie der mächtigen Familie Goth. In dieser Zeit erlaubte der französische König Philipp IV. Bertrand de Goth, Seigneur von Duras, Ländereien zu erwerben, darunter die der heutigen Gemeinden Puysserampion, Allemans-du-Dropt und Monségur. Dieser Besitz ging als Erbe an seine Tochter Géraude de Goth, dann an ihrem Ehemann Raymond Lorc über.
Eine Legende erzählt, dass die Burg im 14. Jahrhundert der Wohnsitz der Templer war. Diese These wird durch einen Brief gestützt, der berichtet, dass im Jahre 1324 die Burg einer Régine de Goth, Gräfin von Armagnac und Nichte des Papstes Clemens V. gehörte. Clemens V. verfügte am 13. April 1312 die Auflösung des Templerordens und die Übertragung seiner Güter an die Hospitaliter an. Damit gelangte die Burg in die Hände der Familie Goth.
Heute sind keine Spuren der Burg übrig geblieben. Ihre Bausteine sind zu einer gewissen Zeit für den Bau eines landwirtschaftlichen Betriebs in der Nachbarschaft verwendet worden.

## Einwohnerentwicklung
Nach Beginn der Aufzeichnungen stieg die Einwohnerzahl bis zur ersten Hälfte des 19. Jahrhunderts auf einen Höchststand von rund 475. In der Folgezeit sank die Größe der Gemeinde bei kurzen Erholungsphasen bis zu den 1970er Jahren auf rund 165 Einwohner, bevor sie sich auf einem Niveau zwischen 230 und 260 Einwohnern stabilisierte.
| Jahr      | 1962 | 1968 | 1975 | 1982 | 1990 | 1999 | 2006 | 2011 | 2022 |
| --------- | ---- | ---- | ---- | ---- | ---- | ---- | ---- | ---- | ---- |
| Einwohner | 256  | 211  | 166  | 244  | 274  | 243  | 233  | 258  | 256  |

## Sehenswürdigkeiten
Pfarrkirche Saint-Jean-Baptiste. Sie ist im 12. oder 13. Jahrhundert unter dem Schutz von Johannes dem Täufer gestellt worden. Einige Historiker glauben, dass sie unter dem Einfluss der Tempelritter errichtet wurde im Hinblick auf die massive Architektur und der Tatsache, dass Johannes der Täufer auch der Schutzpatron der Templer war.
Zwei Kapitelle sind aus der romanischen Epoche übrig geblieben. Die Fassade wird bekrönt von einem Glockengiebel mit drei Arkaden, die die Glocken bergen. Im Kircheninneren verschönern ein Weihwasserbecken und eine Marienstatue aus vergoldetem Holz das Kirchenschiff.

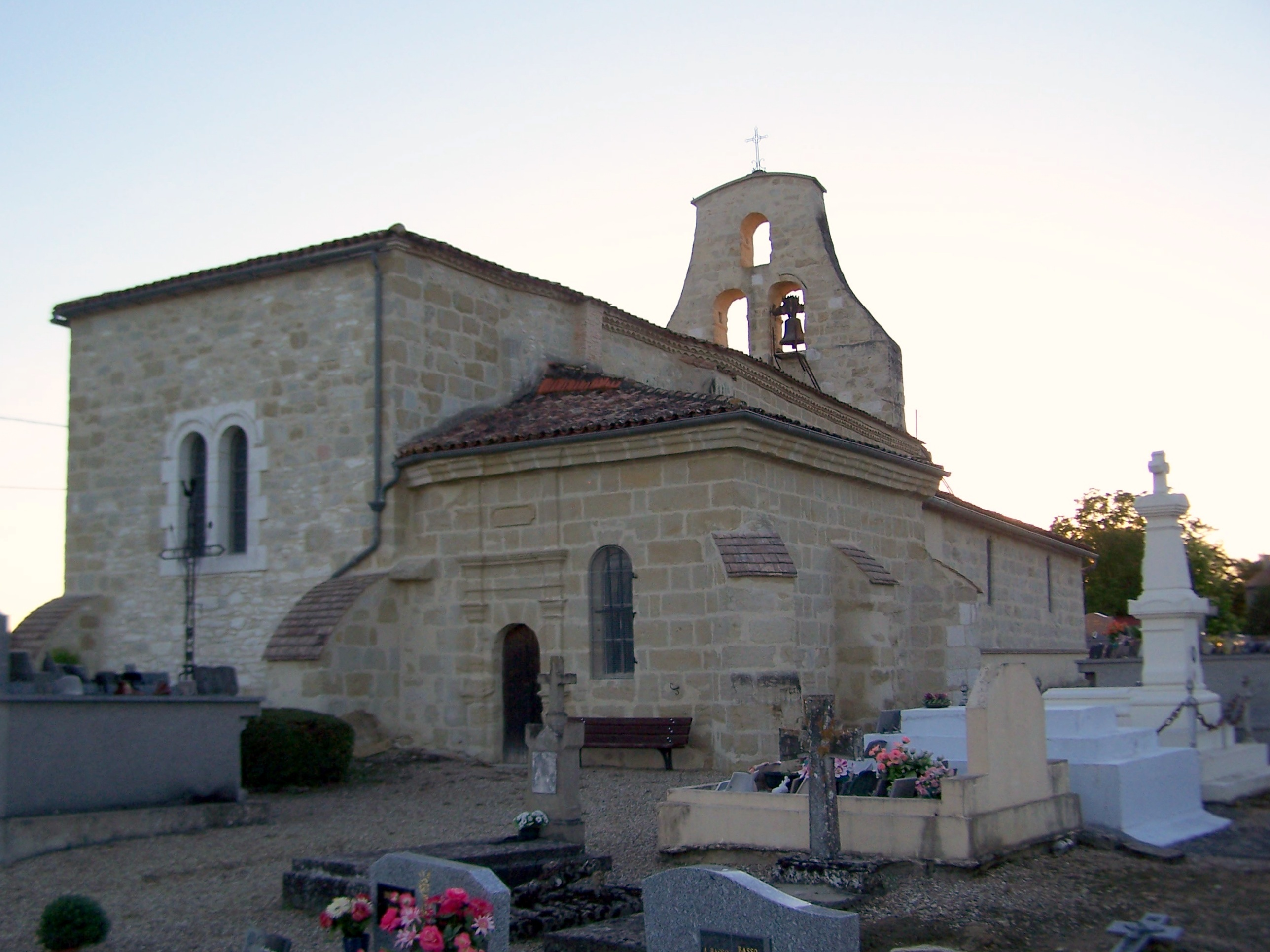
Pfarrkirche Saint-Jean-Baptiste
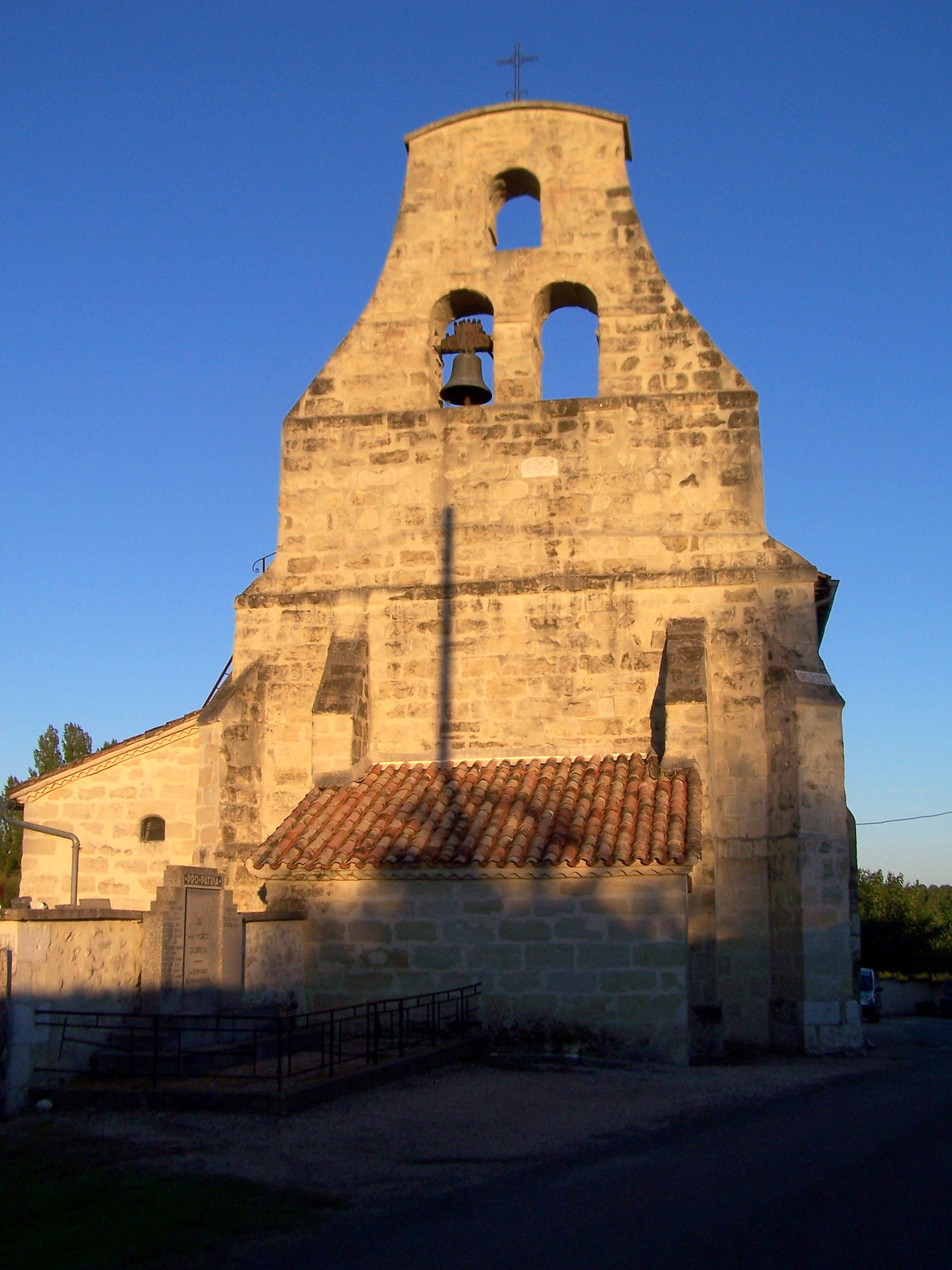
Glockengiebel
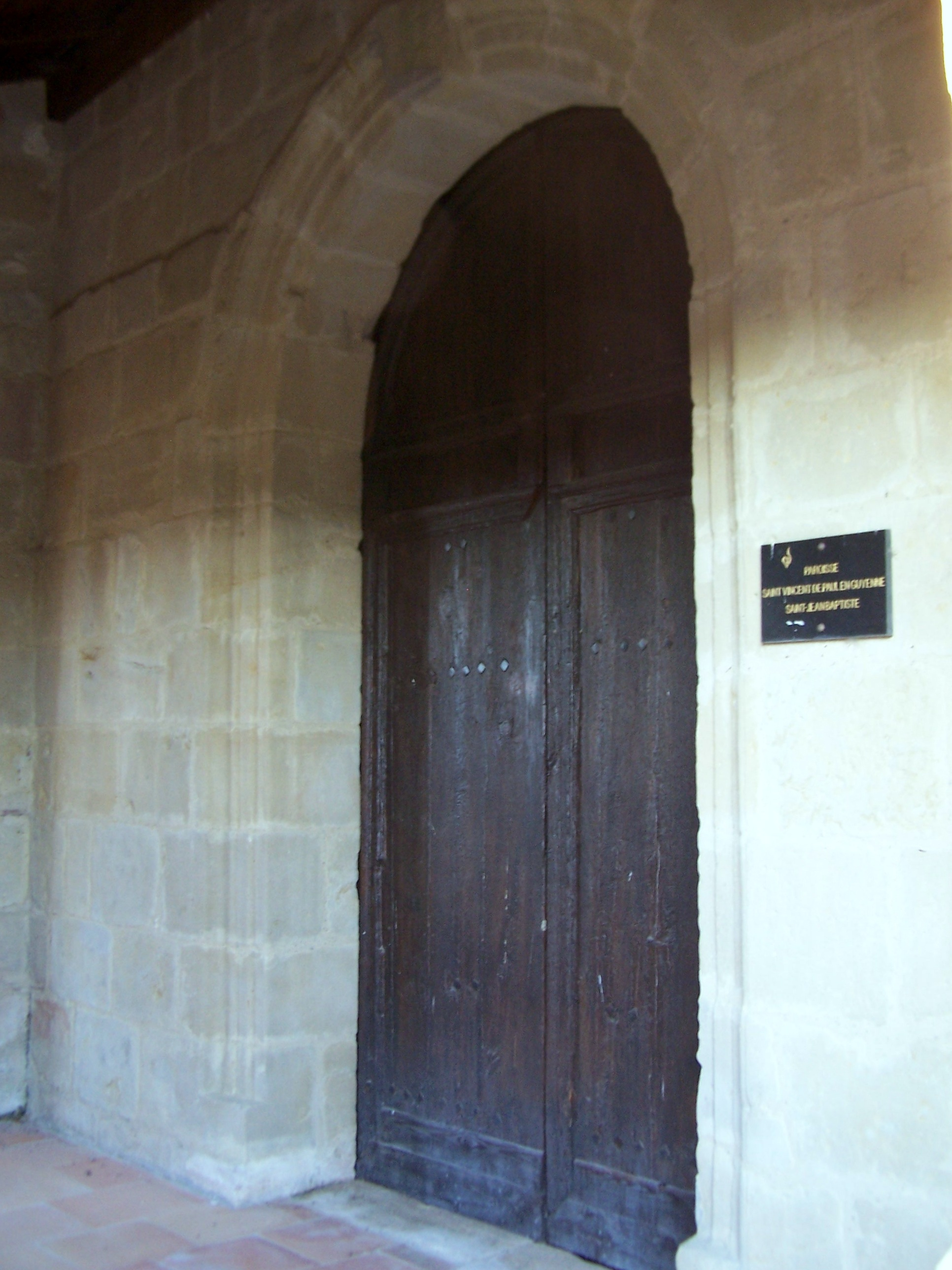
Eingangsportal

## Wirtschaft und Infrastruktur
Die Landwirtschaft ist einer der wichtigsten Wirtschaftsfaktoren der Gemeinde.

### Bildung
Die Gemeinde verfügt über eine öffentliche Grundschule mit 29 Schülerinnen und Schülern im Schuljahr 2018/2019.

### Verkehr
Puysserampion ist erreichbar über die Routes départementales 132 und 933, der ehemaligen Route nationale 133.